# Studiorum Ducem

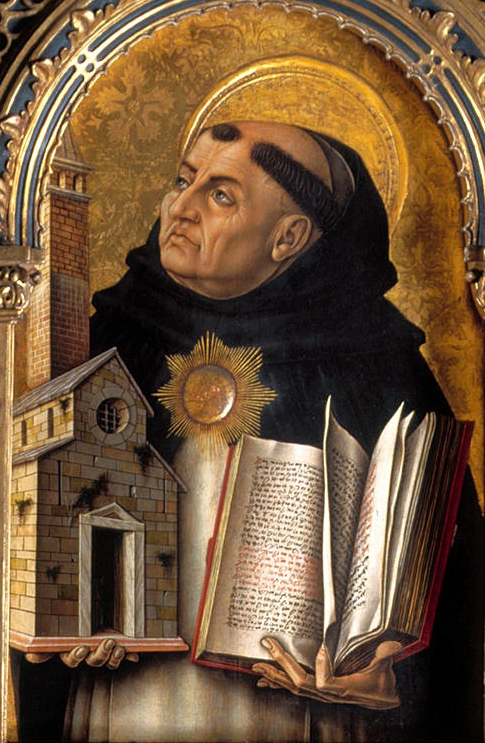
Святий Тома Аквінський, XV ст.

Studiorum Ducem — енцикліка папи Пія ХІ, проголошена 29 червня 1923 року з нагоди 600-тої річниці від дня канонізації святого Томи Аквінського, одного з найвидатніших християнських богословів і основоположників католицької богословської науки.